# Robby Spier
Robby Spier (* 3. Mai 1918 in Hamburg; † 30. Oktober 1996; Pseudonym: Franco Sebastiani) war ein deutscher Komponist und Orchesterleiter.
Spier studierte am Konservatorium. Von 1946 bis 1981 war er Konzertmeister im Tanzorchester des Hessischen Rundfunks.
Mit seinem Ensemble und vor allem seinem Tanzstreichorchester spielte er zahlreiche Platten ein.
Seine Söhne Bernd (1944–2017) und Uwe (1946–2013) wurden Schlagersänger.